# Torneo de Delray Beach 2022
El Delray Beach Open 2022 fue un evento de tenis de la ATP Tour 250 serie. Se disputó en Delray Beach, Estados Unidos en el Delray Beach Tennis Center desde el 14 hasta el 20 de febrero de 2022.

## Distribución de puntos
| Modalidad            | Campeón | Finalista | Semifinales | Cuartos de final | 2ª ronda | 1ª ronda | Clasificados | 2ª ronda de clasificación | 1ª ronda de clasificación |
| Individual masculino | 250     | 165       | 100         | 50               | 25       | 0        | 13           | 7                         | 0                         |
| Dobles masculino     | 250     | 150       | 90          | 45               | 20       | 0        | -            | -                         | -                         |

## Cabezas de serie

### Individuales masculino
| Tenista          | Ranking | Preclasificado |
| Cameron Norrie   | 13      | 1              |
| Reilly Opelka    | 23      | 2              |
| Grigor Dimitrov  | 25      | 3              |
| Tommy Paul       | 43      | 4              |
| Sebastian Korda  | 44      | 5              |
| Jenson Brooksby  | 54      | 6              |
| Adrian Mannarino | 57      | 7              |
| Maxime Cressy    | 59      | 8              |

- Ranking del 7 de febrero de 2022.[2]

### Dobles masculino
| Tenista                                   | Ranking | Preclasificado |
| Marcelo Arévalo Jean-Julien Rojer         | 65      | 1              |
| Austin Krajicek Hugo Nys                  | 96      | 2              |
| Aleksandr Nedovyesov Aisam-ul-Haq Qureshi | 115     | 3              |
| Luke Saville John-Patrick Smith           | 115     | 4              |

## Campeones

### Individual masculino
Cameron Norrie venció a  Reilly Opelka por 7-6(7-1), 7-6(7-4)

### Dobles masculino
Marcelo Arévalo /  Jean-Julien Rojer vencieron a  Aleksandr Nedovyesov /  Aisam-ul-Haq Qureshi por 6-2, 6-7(5-7), [10-4]